# EmiliodeVillota Motorsport

EmiliodeVillota Motorsport fue una escudería española de automovilismo fundada por Emilio de Villota y Fernando González-Camino en 1997 como EV Racing, surgida de lo que fue su Escuela de Pilotos iniciada en 1980. Tras el fallecimiento de María de Villota, Emilio cesa sus actividades en las competiciones de motor y en 2016 Teo Martín se queda la estructura del equipo de la EuroFormula Open para formar la escudería Teo Martín Motorsport, que también competiría en el International GT Open y en la Fórmula V8 3.5. Emilio de Villota Jr. fue nombrado como nuevo mánager.

## Historia

### Escuela de pilotos Emilio de Villota (1980-1997)
En octubre de 1980, Emilio de Villota funda la Escuela tras su victoria en el Campeonato Aurora F1 Series. Su escuela de pilotaje fue la primera en España y Portugal, en cursos de formación para pilotos de automovilismo, disputados en su mayor parte en el Circuito del Jarama. En 1984 Fernando González-Camino, que había participado en su fundación, entró como socio y asumió la dirección general de la Escuela, en cuya función continuó 30 años más.
En 1987 se constituye la primera sociedad:Escuela de Pilotos Emilio de Villota, S.A., en la que Emilio dejó de ser accionista mayoritario. En 1990 complementan su actividad en competición con un equipo profesional destinado a competir en categorías de Turismos, encarado a los pilotos que desean hacer de éste deporte su profesión. Participan y vencen la Copa de España para Vehículos Históricos, donde campeonan durante dos temporadas con Balba González-Camino. En 1992, la acompañaron al Campeonato de España de Turismos para disputar la temporada. En 1993 pasaron a competir en la Copa Porsche 968, consiguiendo ganar el campeonato en tres de los cuatro años. Por la escuela pasaron un sinfín de pilotos nacionales destacados durante los años 90 y primera década de los 2000, como Carlos Sainz, Antonio Albacete, Alfonso García de Vinuesa, Pedro de la Rosa, Marc Gené o Jordi Gené.

### EV Racing (1997-2004)
En 1997 cambió la designación de la sociedad a EV Racing, S.L (Emilio de Villota Racing Sociedad Limitada), dada la involucración de la empresa en programas deportivos, con las vistas puestas a entrar a participar en la Fórmula SuperToyota y la Fórmula Toyota Castrol 1300 al año siguiente. El nombre de la escuela se reservó para seguir ofertando las actividades relacionadas con la docencia. 
En 1998 hicieron su debut en ambas categorías, en la SuperToyota Jesús Díez-Villarroel y Balba González-Camino fueron los elegidos, con resultados poco destacables. En la 1300 Daniel Martín Posadilla logró hacerse con el título, rompiendo la racha de títulos en esa categoría de Meycom. De cara al año siguiente se hizo una selección de pilotos para la Fórmula 1300 gracias al programa de patrocinio Movistar Racing Fórmula, donde Pablo Alfaro, Ángel López y Jordi Palomeras fueron los seleccionados, junto a Daniel Martín, que tras su título fue renovado. Pablo finalmente no pudo debutar, y María de Villota que había quedado de reserva del programa, pudo hacer su debut en monoplazas, sin lograr puntuar durante la temporada. Palomeras y Ángel López apenas destacaron, aunque el primero fue mejor, y Dani Martín quedó subcampeón por 4 puntos respecto a Víctor Ordóñéz. En la SuperToyota, Jordí Nogués y Santiago Porteiro fueron patrocinados por el programa, y quedaron primero y segundo del campeonato respectivamente. De cara al 2000 Palomeras siguió en el programa, entrando Manuel Roda, Ricard Ferrando y Lucas Guerrero en el equipo de la 1300, Dani Martín fue elevado a la Supertoyota, donde de nuevo fue subcampeón, por detrás del otro piloto de la escudería: el por aquel entonces joven Ander Vilariño.
Ante el fin de las Fórmulas Toyota, EV Racing pasó a competir en el Campeonato de España de Fórmula 3, donde renovaron a Daniel Martín, y entraron el portugués Miguel Ramos y el andaluz Paul Robinson. Ante los pobres resultados del equipo, Daniel abandonó el equipo tras la tercera ronda, marchándose a Racing Engineering donde con mejores resultados, terminó subcampeón. Fue sustituido por Álvaro Parente. De cara a 2002 se centraron de partida en un solo piloto: Marcel Costa, y esto dio sus frutos, pues logró el campeonato de pilotos antes incluso de que se disputara la última ronda. Ricard Ferrando reapareció en el equipo para disputar la segunda mitad de la temporada sin grandes resultados. En 2003 Emilio de Villota Jr. y Andy Soucek disputaron la temporada completa con el equipo, con una gran diferencia de resultados entre el primero, que no logró ningún top-7, y el segundo, que finalizó cuarto el campeonato con tres podios. El argentino Ricardo Risatti disputó las seis primeras rondas con el tercer monoplaza. En 2004 disputarían su última temporada, repitiendo con Andy Soucek, que terminó de nuevo cuarto en el campeonato, aunque marchándose al GTA Motor Competición en la última ronda; y con Javi Villa, que se marchó al Elide Racing tras la cuarta ronda.

### Master Junior Fórmula (2005-2007)
Durante 2004 Emilio de Villota vende su participación en EV Racing, que cesaría su actividad en el Campeonato de España de Fórmula 3 y cambiaría su denominación a la Escuela Española de Pilotos, siguiendo con Fernando G. Camino al frente y la adición posterior de Javier Morcillo.
Emilio crearía junto a sus hijos una nueva escuela recuperando el nombre comercial de la Escuela de Pilotos Emilio de Villota, y apostaría por dar un paso más a lo ofertado para pilotos noveles en la etapa anterior, entrando de lleno en la Fórmula Baviera, competición que aprovechó el material de la Formula BMW Junior Cup Iberia (celebrada entre 1999 y 2003 en Portugal), y que tras ese año de transición, le sirvió a Emilio para crear en 2005 el Master Junior Fórmula, una competición monogestionada, creada para ayudar a pasar a los jóvenes del karting a los monoplazas que fue posible gracias a la gran afluencia de jóvenes pilotos a su escuela durante aquellos años económicamente bondadosos. El ganador recibía como premio una ronda como mínimo en el Campeonato de España de Fórmula 3. Durante 3 años se convirtió en una categoría de competición de circuitos, pero a finales de 2007 se decide no seguir con ella tras el inicio de la crisis económica española y para centrarse Emilio en las escuderías de Fórmula 3.
| Ganadores \| Año \| Campeón \| Subcampeón \| Tercero \| \| Fórmula Baviera \| Fórmula Baviera \| Fórmula Baviera \| Fórmula Baviera \| \| --------------------- \| ------------------ \| ----------------- \| ---------------------- \| \| 2004 \| Arturo Llobell \| José Maria Roger \| Tiago Guerreiro \| \| Master Junior Fórmula \| \| \| \| \| 2005 \| Iago Rego \| Máximo Cortés \| José Luis López-Pampló \| \| 2006 \| Daniel Campos-Hull \| Bruno Méndez \| Himar Acosta \| \| 2007 \| Isaac López \| Daniel Juncadella \| José Luis Abadín \| | Datos técnicos - Motor BMW de 140 CV a 9300 rpm - Velocidad máxima: 240 km/h - Peso total de 405 kg. - Aceleración 0-100 km/h en 3,8 s - Adquisición de datos Snack - Cambio secuencial de 5 velocidades |                   |                        |
| Año | Campeón | Subcampeón        | Tercero                |
| Fórmula Baviera | |                   |                        |
| 2004 | Arturo Llobell | José Maria Roger  | Tiago Guerreiro        |
| Master Junior Fórmula | |                   |                        |
| 2005 | Iago Rego | Máximo Cortés     | José Luis López-Pampló |
| 2006 | Daniel Campos-Hull | Bruno Méndez      | Himar Acosta           |
| 2007 | Isaac López | Daniel Juncadella | José Luis Abadín       |

### EmiliodeVillota Motorsport (2007-2015)
En 2007 y tras haber sido subcampeón en el Master Junior, Bruno Méndez posibilita la reaparición de la nueva escudería de Emilio en el Campeonato de España de F3, bajo la nomenclatura de emiliodevillota.com Motorsport. Logran ser quintos y en 2008 se afianzan en el campeonato con dos monoplazas más y todo el personal que había estado haciendo posible el MJF. Para esa temporada cuentan con Will Bratt como único piloto a tiempo completo, piloto que logró cinco podios para terminar la temporada séptimo en la clasificación de la serie. Con él, disputarían en 2009 la temporada completa de la Euroseries 3000, donde conseguirían el campeonato de pilotos, tras empatar a puntos en la primera plaza con Marco Bonanomi. Ese año en la ya renombrada como European F3 Open, el piloto más destacado del equipo fue Sergio Canamasas, que consiguió tres podios y finalizó la temporada en sexto lugar.

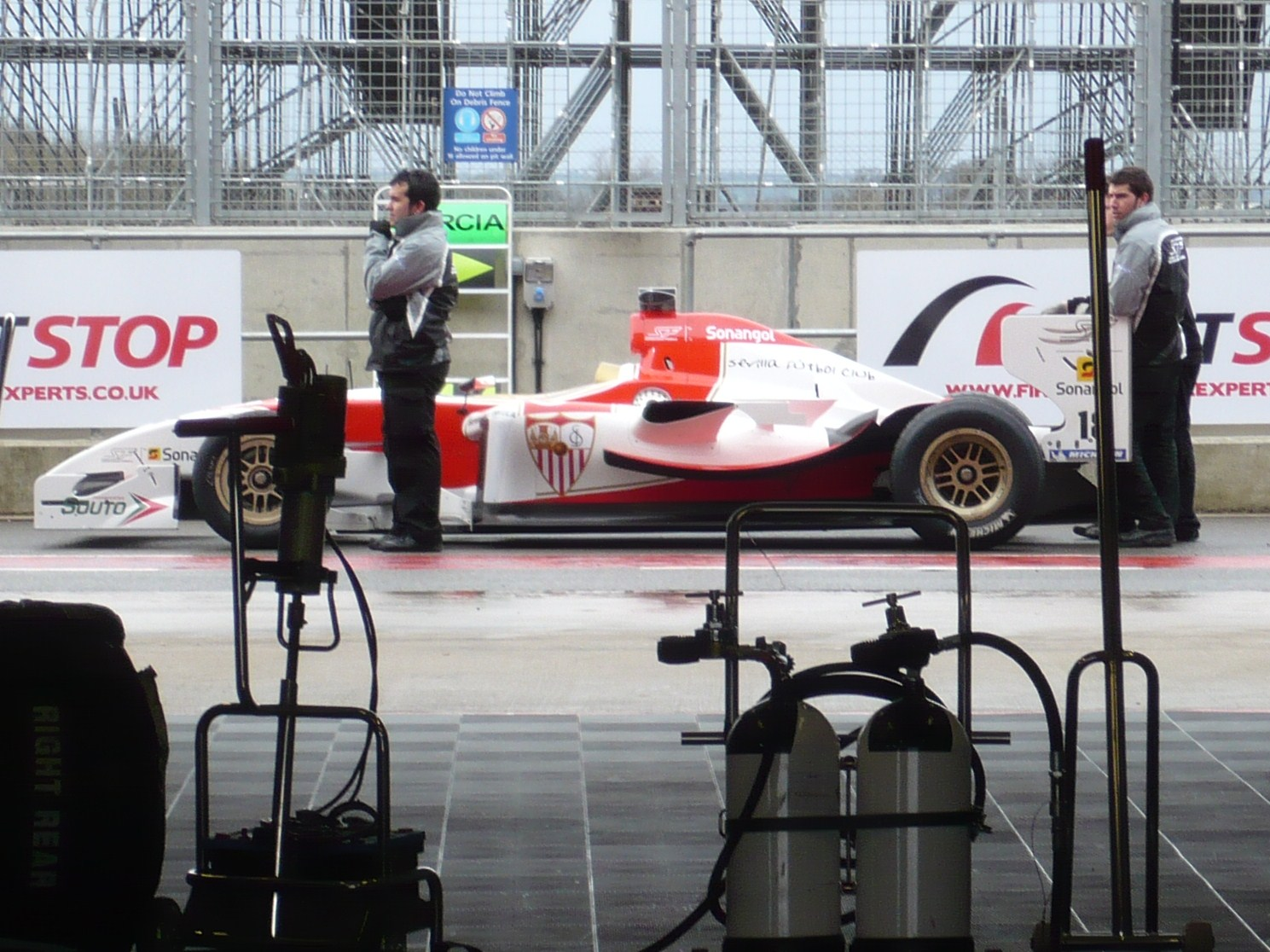
El coche del Sevilla FC bajo la vigilancia de tres mecánicos (2010)

Para 2010 el equipo había fichado a Fernando Monje y Juan Carlos Sistos, quienes lograron tres podios para el equipo. También durante la temporada 2010 el equipo participó en la Superleague Fórmula, con coches representando al Sevilla FC, AS Roma y Sporting CP. El equipo continuó su colaboración con Sistos en 2011, consiguiendo cuatro podios en Algarve, Monza, Jerez y Barcelona. Sistos permaneció con el equipo por tercera temporada consecutiva y logró la primera victoria desde su regreso en 2007. Pero el piloto más exitoso del equipo en la temporada fue el sueco Måns Grenhagen, que luchó por el título con los pilotos de RP Motorsport, Niccolò Schirò y Gianmarco Raimondo.
En 2013, el equipo tenía cuatro pilotos para el campeonato principal y dos pilotos en la categoría Copa. Héctor Hurst ganó una carrera en Nürburgring y terminó séptimo en la clasificación final por delante de su compañero de equipo Yarin Stern. En 2014, el campeonato pasó a llamarse Euróformula Open y el equipo contrató a Yu Kanamaru y Che One Lim como sus pilotos a tiempo completo. Kanamaru logró cuatro podios. Permaneció en el equipo durante 2015, pero esta vez su compañero fue José Manuel Vilalta. Kanamaru mejoró a siete podios y ganó una carrera en Silverstone.
Instalaciones y material
La base se situaba en Madrid, muy cerca del Circuito del Jarama y contaba con:
- 4 Dallara (3 F308 y 1 F307).
- 6 monoplazas Fórmula BMW.
- 10 más para la Escuela de Pilotos.
- 1 simulador Simtech Pro.
- 2 tráiler.
- 1 hospitality.

## Temporadas
| Temp. | Series                      | Coche                   | Rondas   | Victorias | Poles | VR | Podios | Pts. | Pos. | Pilotos destacados             |
| ----- | --------------------------- | ----------------------- | -------- | --------- | ----- | -- | ------ | ---- | ---- | ------------------------------ |
| 1998  | Fórmula SuperToyota         | TOM's SF98 - Toyota     | 4 de 4   | 0         | 0     | 0  | 0      | N/A  | N/A  |                                |
| 1998  | Fórmula Toyota Castrol 1300 | F.Toyota 1300           | 4 de 4   | 2         | ?     | ?  | 6      | N/A  | N/A  | Daniel Martín                  |
| 1999  | Fórmula SuperToyota         | TOM's SF98 - Toyota     | 5 de 5   | 7         | 1     | 7  | 12     | N/A  | N/A  | Jordi Nogués Santiago Porteiro |
| 1999  | Fórmula Toyota Castrol 1300 | F.Toyota 1300           | 5 de 5   | 3         | ?     | ?  | 8      | N/A  | N/A  | Daniel Martín                  |
| 2000  | Fórmula SuperToyota         | TOM's SF98 - Toyota     | 5 de 5   | 6         | 2     | 7  | 11     | N/A  | N/A  | Ander Vilariño Daniel Martín   |
| 2000  | Fórmula Toyota Castrol 1300 | F.Toyota 1300           | 5 de 5   | 0         | 0     | 0  | 3      | N/A  | N/A  | Manuel Roda                    |
| 2001  | Campeonato de España de F3  | Dallara F300 - Toyota   | 7 de 7   | 0         | 0     | 0  | 2      | 30   | 5.º  |                                |
| 2002  | Campeonato de España de F3  | Dallara F300 - Toyota   | 7 de 7   | 2         | 2     | 3  | 9      | 72   | 2.º  | Marcel Costa                   |
| 2003  | Campeonato de España de F3  | Dallara F300 - Toyota   | 7 de 7   | 0         | 1     | 0  | 4      | 46   | 5.º  |                                |
| 2004  | Campeonato de España de F3  | Dallara F300 - Toyota   | 7 de 7   | 0         | 0     | 0  | 3      | 33   | 4.º  |                                |
| 2007  | Campeonato de España de F3  | Dallara F306 - FIAT     | 8 de 8   | 0         | 0     | 0  | 2      | 28   | 5.º  |                                |
| 2008  | Campeonato de España de F3  | Dallara F308 - FIAT     | 9 de 9   | 1         | 2     | 1  | 6      | 63   | 4.º  |                                |
| 2008  | Campeonato de España de F3  | Dallara F306 - FIAT     | 9 de 9   | 1         | 2     | 1  | 6      | 63   | 4.º  |                                |
| 2008  | Euroseries 3000             | Lola B02/50 - Zytek     | 2 de 8   | 0         | 0     | 0  | 0      | 4    | 8.º  |                                |
| 2009  | European F3 Open            | Dallara F308 - FIAT     | 8 de 8   | 1         | 0     | 3  | 6      | 69   | 4.º  |                                |
| 2009  | European F3 Open            | Dallara F306 - FIAT     | 8 de 8   | 1         | 0     | 3  | 6      | 69   | 4.º  |                                |
| 2009  | Euroseries 3000             | Lola B02/50 - Zytek     | 6 de 6   | 4         | 3     | 3  | 11     | 84   | 2.º  | Will Bratt                     |
| 2010  | European F3 Open            | Dallara F308 - Toyota   | 8 de 8   | 0         | 1     | 1  | 4      | 42   | 6.º  |                                |
| 2010  | Superleague Fórmula         | Panoz DP09 - Menard V12 | 12 de 12 | 2         | 3     | 1  | 6      | -    | -    |                                |
| 2011  | European F3 Open            | Dallara F308 - Toyota   | 8 de 8   | 0         | 0     | 2  | 10     | 70   | 4.º  |                                |
| 2011  | Superleague Fórmula         | Panoz DP09 - Menard V12 | 2 de 2   | 0         | 0     | 0  | 1      | -    | -    |                                |
| 2012  | European F3 Open            | Dallara F312 - Toyota   | 8 de 8   | 4         | 4     | 1  | 10     | 97   | 2.º  | Måns Grenhagen                 |
| 2012  | European F3 Open            | Dallara F308 - Toyota   | 8 de 8   | 4         | 4     | 1  | 10     | 97   | 2.º  | Måns Grenhagen                 |
| 2013  | European F3 Open            | Dallara F312 - Toyota   | 8 de 8   | 1         | 2     | 0  | 4      | 45   | 3.º  |                                |
| 2013  | European F3 Open            | Dallara F308 - Toyota   | 8 de 8   | 1         | 2     | 0  | 4      | 45   | 3.º  |                                |
| 2014  | Eurofórmula F3 Open         | Dallara F312 - Toyota   | 8 de 8   | 0         | 0     | 2  | 5      | 53   | 4.º  |                                |
| 2015  | Eurofórmula F3 Open         | Dallara F312 - Toyota   | 8 de 8   | 1         | 2     | 1  | 7      | 79   | 3.º  |                                |
| Total |                             |                         |          | 34        | 24    | 24 | 130    |      |      | 5 , 3 , 2                      |